# Emile Lombard
Emile Lombard (* 2. Dezember 1875 in Pranles im Département Ardèche; † 3. April 1965 in Saint-Aubin-Sauges) war ein französisch-schweizerischer evangelischer Geistlicher und Hochschullehrer.

## Leben

### Familie
Emile Lombard war der Sohn des Pfarrers Joseph Lombard und dessen Ehefrau Louise-Eberhardine (geb. Gonin). Die Künstlerin Jeanne Lombard ist seine Schwester. Er heiratete 1900 Hélène-Louise (geb. Bourquin).

### Werdegang
Nach einem Theologiestudium an der Akademie Neuenburg promovierte Emile Lombard 1899 zum Lizentiaten und wurde auch im gleichen Jahr ordiniert. Während des Studiums hörte er unter anderem die Vorlesungen von Henri Dubois.
Von 1899 bis 1902 war er als Hilfspfarrer in Valangin-Boudevilliers tätig, bevor er von 1902 bis 1907 in Savagnier tätig war; 1908 wurde er erster Bibliothekar der Stadtbibliothek Neuenburg und blieb bis 1917 in diesem Amt.
1911 promovierte er mit seiner Dissertation De la glossolalio chez les premiers chrétiens et des phénomènes similaires zum Dr. theol. An der Verteidigung seiner Dissertation nahm unter anderem auch Edouard Claparède teil.
Von 1912 bis 1917 lehrte er als Privatdozent für religiöse Psychologie an der Philosophischen Fakultät der Universität Neuenburg, die 1909 begründet worden war.
1917 erfolgte seine Berufung zum ausserordentlichen Professor an der Universität Lausanne bevor er von 1926 bis 1928 ordentlicher Professor für Exegese des Neuen Testaments war; in dieser Zeit war er von 1926 bis 1928 Dekan. Nach einem Konflikt mit seinen Kollegen, die ihm zum Katholizismus neigende Tendenzen vorgeworfen hatten, verliess er seine Professorenstelle; zu dem Streitgespräch war es gekommen, nachdem ein Student durch die Darlegung des Katechismus provoziert hatte. Sein Nachfolger im Lehramt wurde René Guisan.
Von 1935 bis zu seinem Eintritt in den Ruhestand 1942 lehrte er als Professor für Exegese des Neuen Testaments in Neuenburg.

### Gesellschaftliches und berufliches Wirken
Emile Lombard war ein Anhänger der rechtsextremen Ideen von Charles Maurras und arbeitete an verschiedenen Theologiezeitschriften sowie am Dictionnaire encyclopédique de la Bible mit und veröffentlichte unter anderem 1946 seine Schrift Notre Bible et notre langue.
An der Universität Lausanne begründete und organisierte er die theologische Bibliothek.
Von 1944 bis 1956 war er im Generalrat der Gemeinde Saint-Aubin-Sauges.

## Mitgliedschaften
- Von 1893 bis 1897 war Emile Lombard Mitglied der Studentenverbindung Belles-Lettres.
- 1928 wurde er Mitglied der rechtsextremen Organisation Action française.
- Er war Ehrenmitglied der Gruppe Ordre et Tradition (heute: Ligue vaudoise).

## Schriften (Auswahl)
- Memento de langue et de littérature allemandes. Paris : F. Nathan, 1895.
- Heinrich Molenaar; Emile Lombard: Metz und Strassburg: Die natürliche Lösung der elsass-lothringischen Frage. Weissenburg an Sand (Bavière): Braun u. Elbel, 1899.
- La collecte en faveur des chrétiens de Jérusalem: étude paulinienne. 1902.
- L’ancien Testament, la critique et l’enseignement religieux. Lausanne 1906.
- Lettre ouverte à M. le pasteur Paul Pettavel sur la séparation et la question religieuse. Neuchatel: Delachaux & Niestlé, 1906.
- De la glossolalio chez les premiers chrétiens et des phénomènes similaires. 1910.
- Expérience religieuse et psychologie de la religion. Lausanne: Bureau de la rédaction Impr. coopérative La Concorde, 1913.
- Sigmund Freud, la psychanalyse et la théorie psychogénétique des névroses. Lausanne: Bureau de la rédaction (Impr. coopérative La Concorde), 1914.
- De quelques points de méthode à propos de la Vie de Jésus de M. Georges Berguer. Lausanne: Imp. La Concorde, 1922.
- L’ordinaire et l’extraordinaire. Lausanne: Impr. Coopérative La Concorde, 1927.
- Une page tournée. 1928.
- Notre Bible et notre langue: a propos d’une remarque de Philippe Godet. Saint-Aubin: Editions de la Béroche, 1946.